# Френк Стаут
Френк Моксон Стаут (англ. Frank Moxon Stout; 21 лютого 1877, Глостер, Глостершир, Англія, Велика Британія — 30 травня 1926, Сторрингтон, Сассекс, Англія, Велика Британія) — британський регбіст і військовий діяч.
Народився у 1877 році в Англії. Він зробив успішну кар'єру в спорті, граючи за різні регбійні команди разом зі своїм братом Персі, а також представляючи збірну Англії з регбі на міжнародному рівні, зокрема як капітан. Після початку Першої світової війни вступив до Британської армії. За припинення спроби ворожого наступу його нагороджено Військовим хрестом. Після закінчення війни залишився в Армії, дійшовши до звання капітана. Згодом вийшов у відставку з військової служби через інвалідність й оселився у свого брата. Френк Стаут помер 1926 року в Англії.

## Біографія

### Спортивна кар'єра
Народився 21 лютого 1877 року в англійському Глостері в родині весляра Вільяма Стаута та Емми Едкок. У нього був старший брат Персі. Разом вони здобули освіту у Крипт-школі, де були членами футбольної асоціації.
У віці 18 років, під час сезону 1895—1896 років, Френк з братом почали грати за «Глостер», ставши першими гравцями, які представили клуб на міжнародному рівні. Вперше за збірну Англії Френк зіграв на Кубку домашніх націй 1897 року, у виїзному матчі проти Уельсу. Англія програла з рахунком 11-0, але Стаут повернувся в команду на другий матч проти Ірландії, який також закінчився поразкою з рахунком 13:9. На сезон 1897 року Стаут увійшов до гастрольної команди «Барбаріанс», став незабаром членом комітету клубу.
Попри те, що Стаут не увійшов до команди переможців, він взяв участь у всіх трьох матчах Кубка домашніх націй 1898: проти Ірландії (6:9), Шотландії (3:3) й Уельсу (14:7). Френк виступив з Персі на грі з Шотландією, яка стала першим їхнім матчем на міжнародному рівні, а у грі з Уельсом брати зробили спроби. Наступного разу таке вдалося повторити на Кубку п'яти націй 1933 братам Рорі та Тоні Андервудам.
На Кубку домашніх націй 1899 року Стаут зіграв лише в останніх двох матчах з трьох, всі з яких збірна Англія програла: з Ірландією з рахунком 6:0 і з Шотландією — 0:5.
У 1899 році Стаут приєднався до команди «Британські леви» у їхньому першому офіційному турі Австралією. Стаут зіграв у всіх 21 матчах туру, загалом зробивши чотири спроби.
Після того, як перший матч був програний з рахунком 3:13, капітан команди Меттью Муллінью усунувся від подальшої гри, і Стаут замінив його на поле, після чого гра почала покращуватися, і три останні матчі закінчилися перемогою з рахунком 3:1. Тим часом Френк завжди був форвардом, а Персі — грав у центрі.
Після повернення в Англію, Стаут не вступив до збірної, попри гру «Барбаріанс» на різдвяному турі 1899 року в Уельсі. Після цього Стаут залишив «Глостер» і перейшов у «Ричмонд». Для фінальної гри на Кубку домашніх націй 1903 року його обрано до збірної, проте вона втратила Кубок Калькутти, якій відійшов до Шотландії. Перед початком наступного сезону Стауту запропонували місце у другому для нього турі «Британських левів», цього разу у Південній Африці. Стаут зіграв у всіх трьох матчах проти збірної Південної Африки, результатом яких стали дві нічиї й одна поразка.
Повернувшись до Великої Британії, Стаута не тільки обрали для участі у Кубку домашніх націй 1904 року, але й він отримав капітанську пов'язку. Матч проти Уельсу закінчився нічиєю, і хоча Стаут зіграв у двох матчах у решті турніру: проти Ірландії та Шотландії, капітаном став Джон Деніелл. Кінцем кар'єри за збірну Англії став Кубок домашніх націй 1905, на якому капітан Стаут привів країну до трьох поразок. Усього за Англію Стаут зіграв у 14 матчах.
Водночас Стаут входив до новоствореної команди «Глостер Сіті», виступаючи за неї разом зі своїми двома братами. Він з'явився у 34 матчах, забивши лише один гол у період з 1893 до 1895 рік. Граючи за «Глостер» з 1895 до 1907 рік, Френк взяв участь у 105 матчах.

### На Першій світовій війні
Після початку Першої світової війни Френк разом з Персі вступили в Британську армію, і 7 вересня 1914 року вони отримали звання другий лейтенант.
Спочатку Френк служив у 20-му гусарському полку, а потім у кулеметному корпусі. Якось, побачивши ворога поруч з британськими позиціями, Стаут разом з капралом Дж. Тестером і легким кулеметом вирушив у кінець траншеї. Вони встановили кулемет у верхній частині траншеї, а потім капрал Тестер, стоячи на плечах Стаута, відкрив вогонь по супротивнику, який знаходився на відстані від 30 до 40 метрів. Під шквальним вогнем супротивника Тестер і Стаут мінялися місцями, не припиняючи атаки. Наступного дня у їхньої позиції було виявлено чотирнадцять трупів противника. За ці дії Стаута нагороджено Воєнним хрестом.
У серпні 1918 року Френку надано звання лейтенанта. Пізніше став капітаном і прослужив до 1921 року.

### Подальше життя
На війні Френк отримав важкі поранення і залишився інвалідом на все життя. На деякий час він переїхав до свого брата до Каїра, але пізніше повернувся до Англії. Френк Стаут помер 30 травня 1926 року у Сторрингтоні у Суссексі.